# Калпепер, Джон, 1-й барон Калпепер
Джон Калпепер (англ. John Colepeper; приблизительно 1600 — 11 июля 1660) — английский политический деятель, 1-й барон Калпепер из Торесвея. Во время гражданской войны занимал пост канцлера казначейства (1642—1643), был советником короля Карла I, от которого получил баронский титул и земельные владения в Виргинии. После разгрома роялистов жил в эмиграции на континенте, принадлежал к ближайшему окружению номинального короля Карла II. Сопровождал Карла в его возвращении в Англию в мае 1660 года, умер спустя два месяца.

## Происхождение
Представители старинного рыцарского рода Калпеперов владели землями в Кенте и Суссексе, а с XIV века занимали высокие должности (в частности, должность верховного шерифа Кента). Джон принадлежал к той ветви рода, которая поселилась в поместье Уигселл (Восточный Суссекс); её основателем был Уолтер Калпепер, заместитель маршала Кале, умерший в 1514 году. Правнук Джона Томас Калпепер (1561—1613) женился на Энн Слейни, дочери сэра Стивена Слейни, олдермена и лорда-мэра Лондона в 1595—1596 годах. В этом браке родились сыновья Слейни и Джон и дочь Энн. После смерти первой супруги Калпепер женился на Мэри Бистон, дочери Роджера Бистона, родившей сына Томаса (умер во младенчестве) и трёх дочерей.

## Биография
В 1613 году Джон потерял отца, а в 1617 — старшего брата, после чего унаследовал семейные владения. В 1623 году он продал Уигселл Чейни Калпеперу. Карьера Джона началась с военной службы на континенте. В 1621 году он был посвящен в рыцари, в 1640 году стал депутатом Палаты общин от Кента в Долгом парламенте. Сначала Калпепер был в числе противников короля (в частности, 9 ноября 1640 года он выступил против монополий), 12 августа 1641 года был назначен в комитет обороны), но вскоре перешёл на сторону роялистов: он боялся революционных изменений, которые предлагались парламентским большинством в церковном вопросе. Калпепер выступал против отмены епископальной системы, против религиозного союза с шотландцами, против билля о милиции и Великой ремонстрации. 2 января 1642 года он открыто присоединился к партии Карла I, став канцлером казначейства и членом Тайного совета.
Калпепер осудил попытку короля арестовать Джона Пима и ещё четырёх депутатов парламента, предпринятую без его ведома. Он выступал за переезд короля в Кингстон-апон-Халл. 25 августа 1642 года сэр Джон огласил в Палате общин предложения Карла I о примирении. По словам одного из очевидцев, «стоя там с непокрытой головой, он выглядел так уныло, будто был преступником, а не членом дома, тайным советником и посланником Его Величества».
Сэр Джон сражался при Эджхилле 23 октября 1642 года. Он стал одним из ведущих членов Оксфордского парламента и вопреки общему мнению советовал королю пойти на существенные уступки ради мира. Вмешательство Калпепера в военные дела вызвало неприязнь со стороны принца Руперта и других высших офицеров; эти чувства усилились, когда сэр Джон получил баронский титул (21 октября 1644). 2 марта 1646 года, после поражения роялистов, Калпепер уехал вместе с принцем Уэльским на острова Силли, а потом во Францию. Там он выступал за союз с шотландцами в обмен на религиозные уступки, причём получил поддержку у королевы и Мазарини, но столкнулся с противодействием Хайда и других ведущих роялистов.
В 1648 году Калпепер последовал за принцем Уэльским в Гаагу, где между вождями роялистов начались ожесточённые стычки. Однажды в совете барон зашёл так далеко, что бросил вызов принцу Руперту; позже он подвергся нападению на улице со стороны сэра Роберта Уолша. На родине сэра Джона объявили изменником, его владения были конфискованы. После казни Карла I барон продолжал добиваться от номинального короля Карла II союза с шотландцами против английского парламента. В 1650 году его отправили в Россию, где он получил от царя Алексея Михайловича ссуду в 20 тысяч рублей. По возвращении Калпепер ездил в Нидерланды за военной помощью. Он был вынужден покинуть Францию по условиям англо-французского договора 1654 года, и с тех пор, предположительно, жил во Фландрии.
После Реставрации Стюартов Калпепер вернулся в Англию. Он умер вскоре после этого, 11 июля 1660 года. В 1695 году сын покойного установил в Холлингборнской церкви памятник из белого мрамора.

## Семья

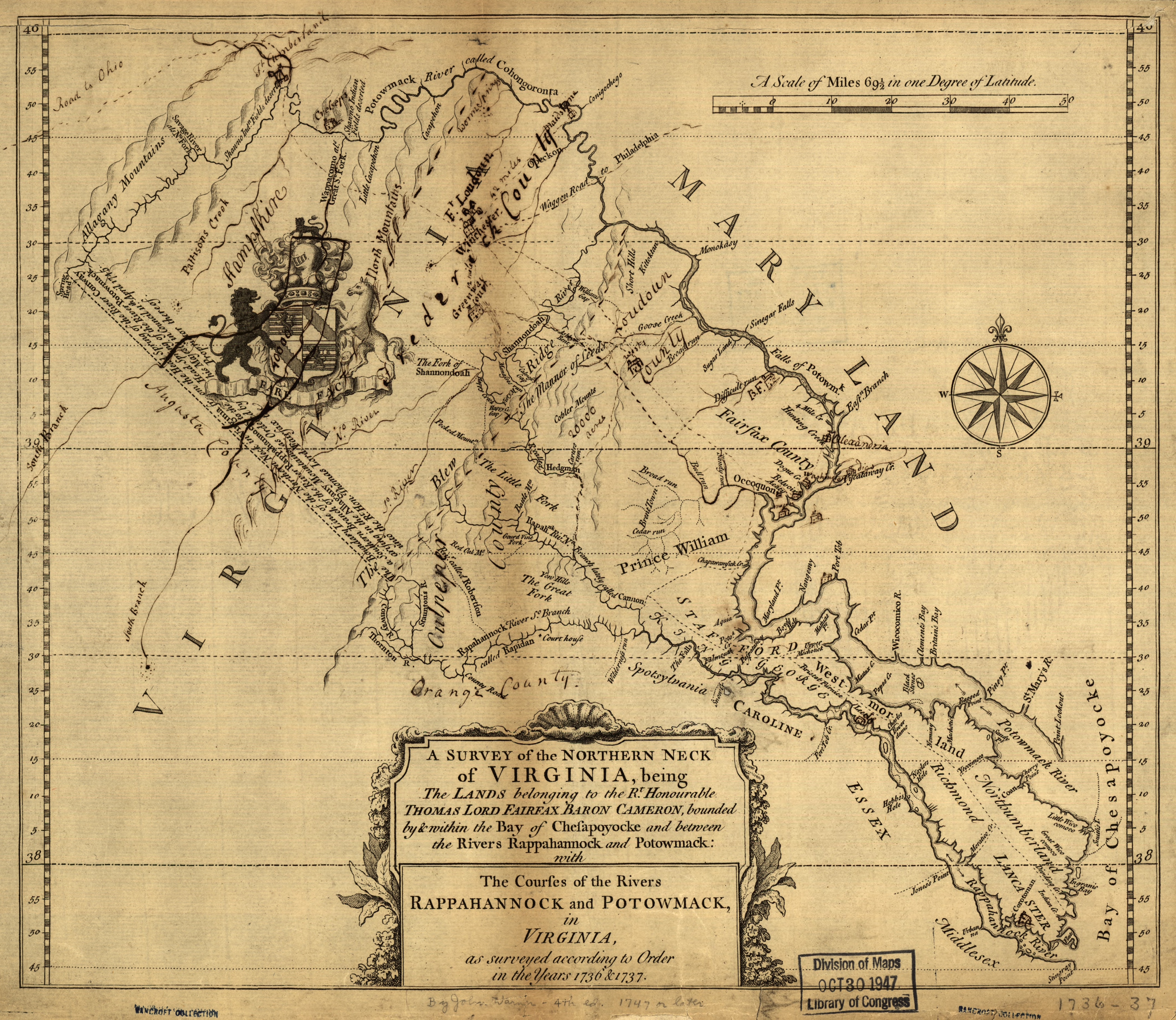
Северный Перешеек, колония Виргиния, перешедший от баронов Калпепер лорду Томасу Ферфаксу из Камерона, где изображен округ Калпепер на юго-западе

Калпепер был дважды женат. Его первой женой 29 октября 1628 года стала Филиппа, дочь сэра Джона Снеллинга из Уэст-Гринстеда, Суссекс, умершая в сентябре 1630 года. У супругов родились сын Александр, умерший молодым и бездетным, и дочь Филиппа (умерла до сентября 1652), жена сэра Томаса Харлакендена из Вудчерча, Кент.
Второй супругой Джона Калпепера стала 12 января 1630/31 года его двоюродная сестра Джудит Калпепер, дочь сэра Томаса Калпепера из Холлингборна. В этом браке родились:
- Элизабет (1632—1632);
- Томас (1633—1634);
- Томас (1635—1689), 2-й барон Калпепер[26];
- Элизабет (1637—1709), жена Джеймса Гамильтона, мать 6-го графа Аберкорна;
- Джудит (1638—1691);
- Джон (1640—1719), 3-й барон Калпепер[27];
- Чейни (1642—1725), 4-й и последний барон Калпепер;
- Фрэнсис;
- Филиппа (1649—1719).